# La Araucana

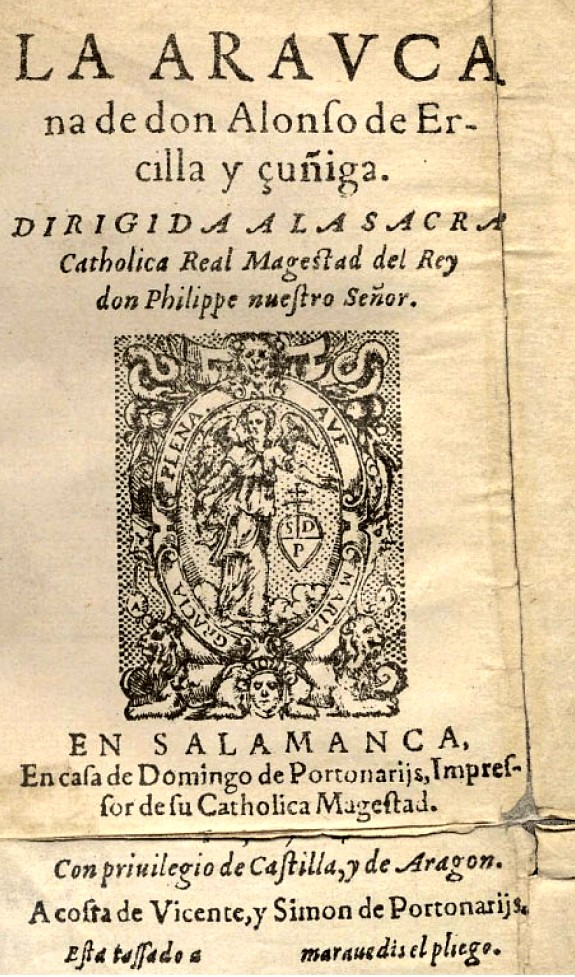
Frontispício de 1574

La Araucana (publicado em três partes: 1569, 1578 e 1589) é um poema épico do espanhol Alonso de Ercilla que relata a primeira fase da Guerra de Arauco entre espanhóis e mapuches. A obra se tornou bastante conhecida e influenciou outra de tema similar em língua portuguesa, "O Uraguay", de Basílio da Gama, escrita em 1769, sobre a guerra contra os jesuítas e os índios de Sete Povos das Missões, localizada a leste do Rio Uruguai .

## Contexto histórico
Segundo o próprio autor, que participou no dito conflito, o poema foi escrito durante sua estadia na Capitania-geral do Chile  e usou, para escrever o papel, córtex de árvores e outros elementos rústicos. Ercilla, como antigo pajem da corte de Felipe II, contava com uma educação superior a da maioria dos conquistadores. Chegara ao Chile como membro da expedição de reforço comandada pelo novo governador e Vice-Reino do Peru García Hurtado de Mendoza.